# 崇宁通宝

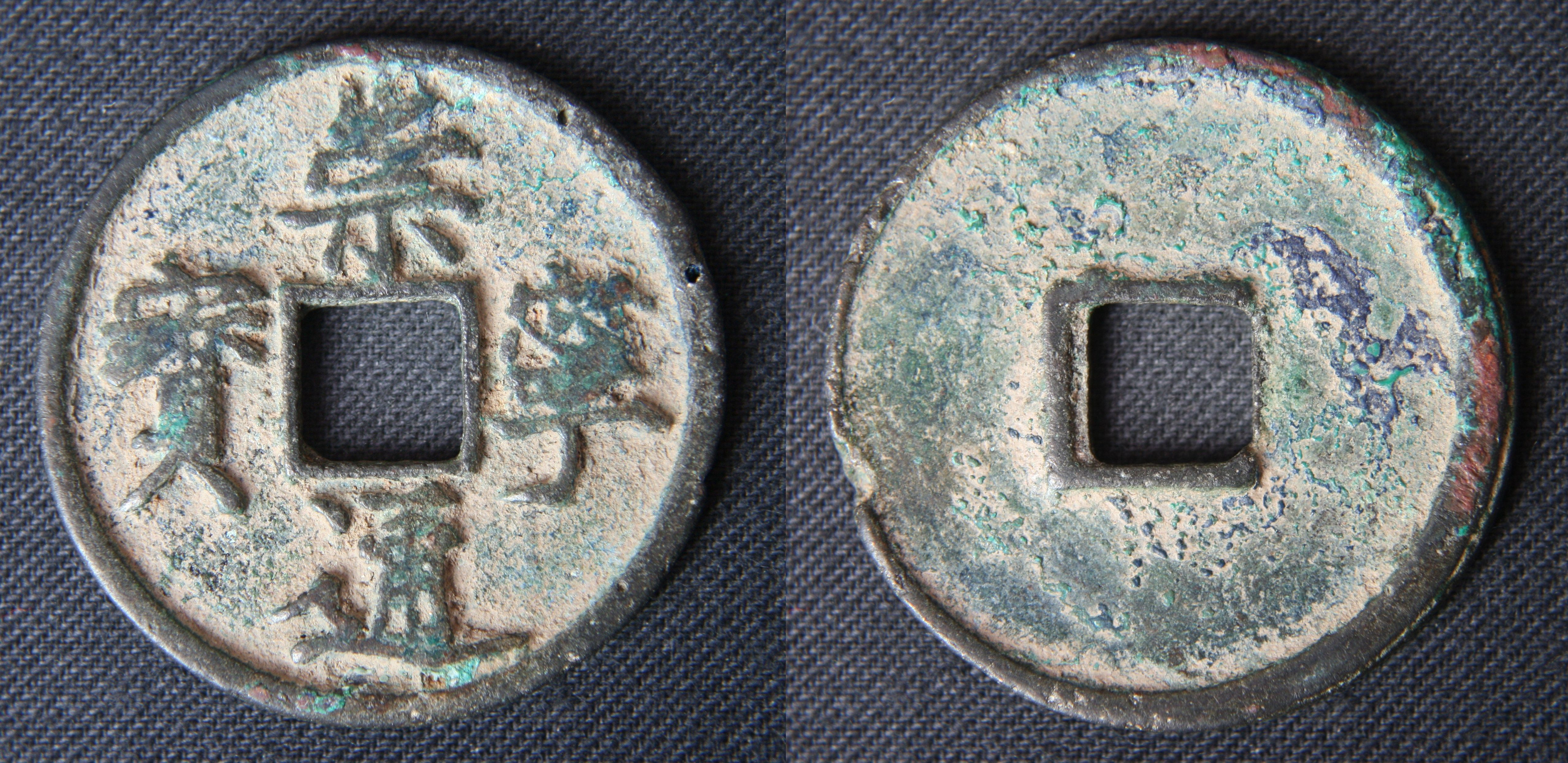
崇宁通宝

崇寧通寳，是一种发行于宋朝崇宁年间（公元1102-1106年）的方孔钱。同时期发行的货币还有“崇宁重宝”和“崇宁元宝”。

## 简介
“崇宁通宝”是宋徽宗赵佶御笔亲书瘦金体钱文，目前已知钱文为徽宗亲笔御书的只有崇宁通宝和大观通宝。崇宁通宝材质大多为青铜偶有白铜，有“小平”和“折十”（又称“当十”）两种面额。平钱直径约2.5厘米，重量约3.25克。“折十”钱重量约是平钱的3倍。崇宁通宝“小平”钱版别较多，以钱形可分为“小样”、“中样”、“大样”、“宽郭”、“窄郭”、和“花穿”等常见版别。

## 图册

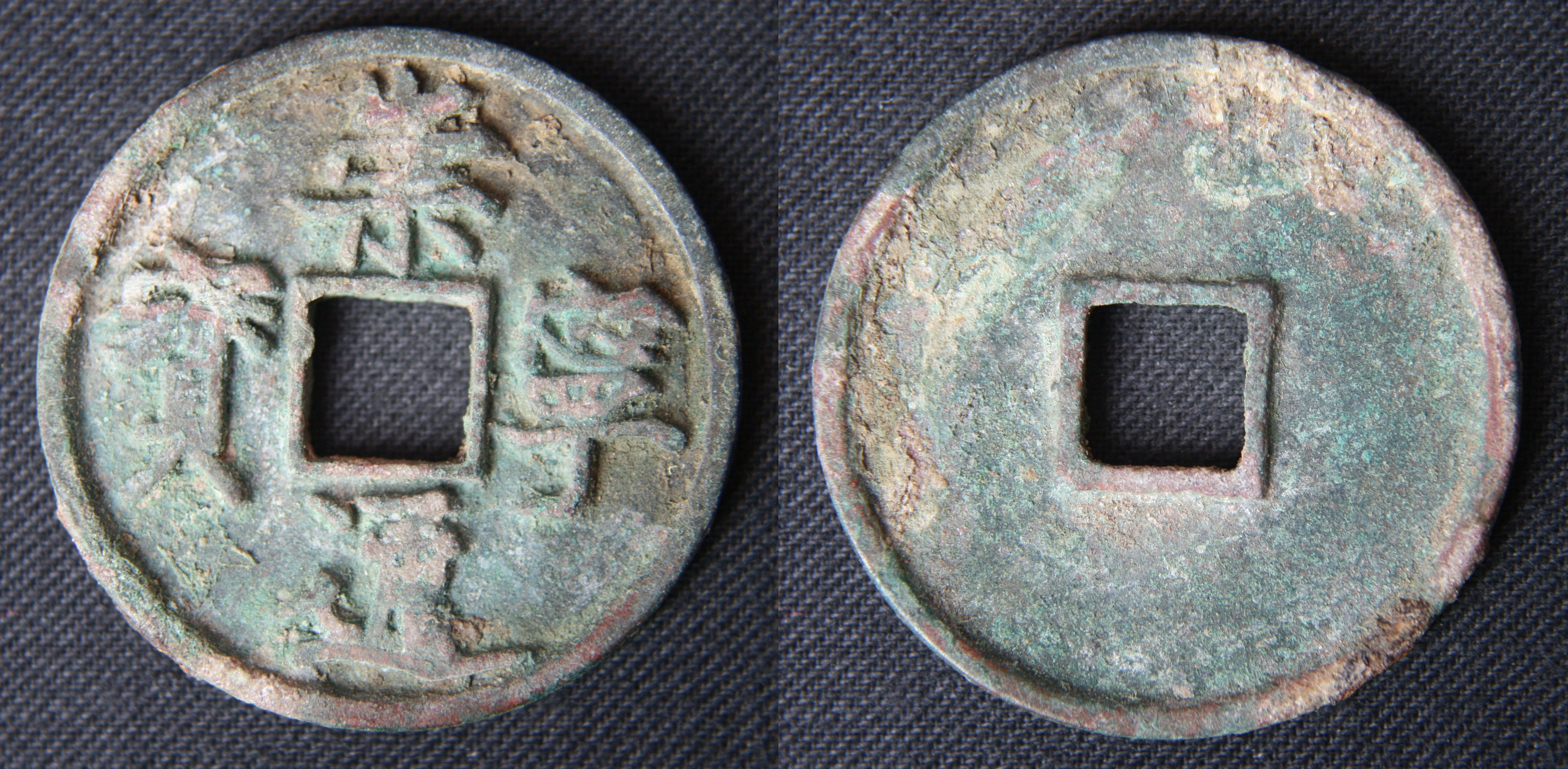
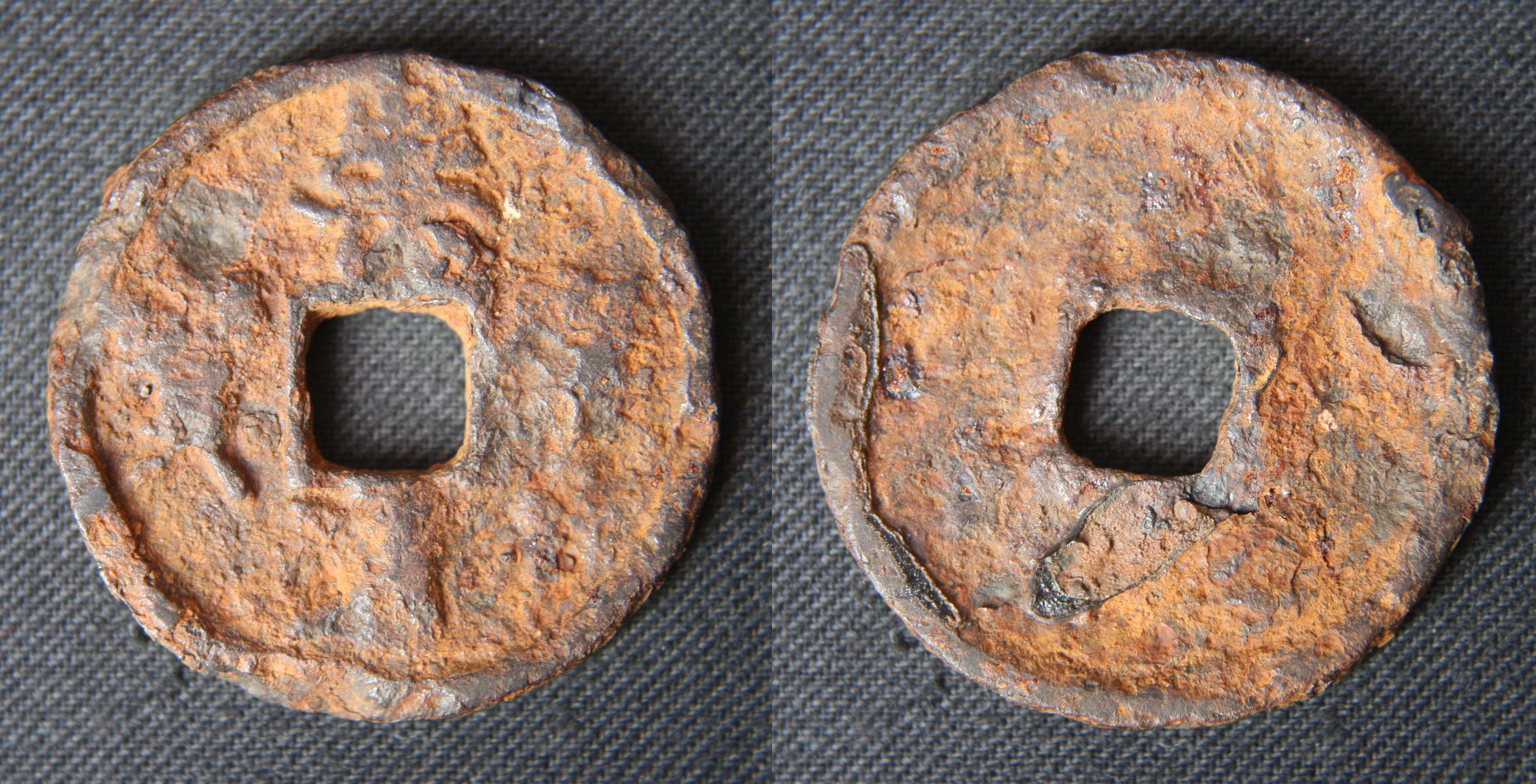
一枚文字漫漶的崇宁通宝
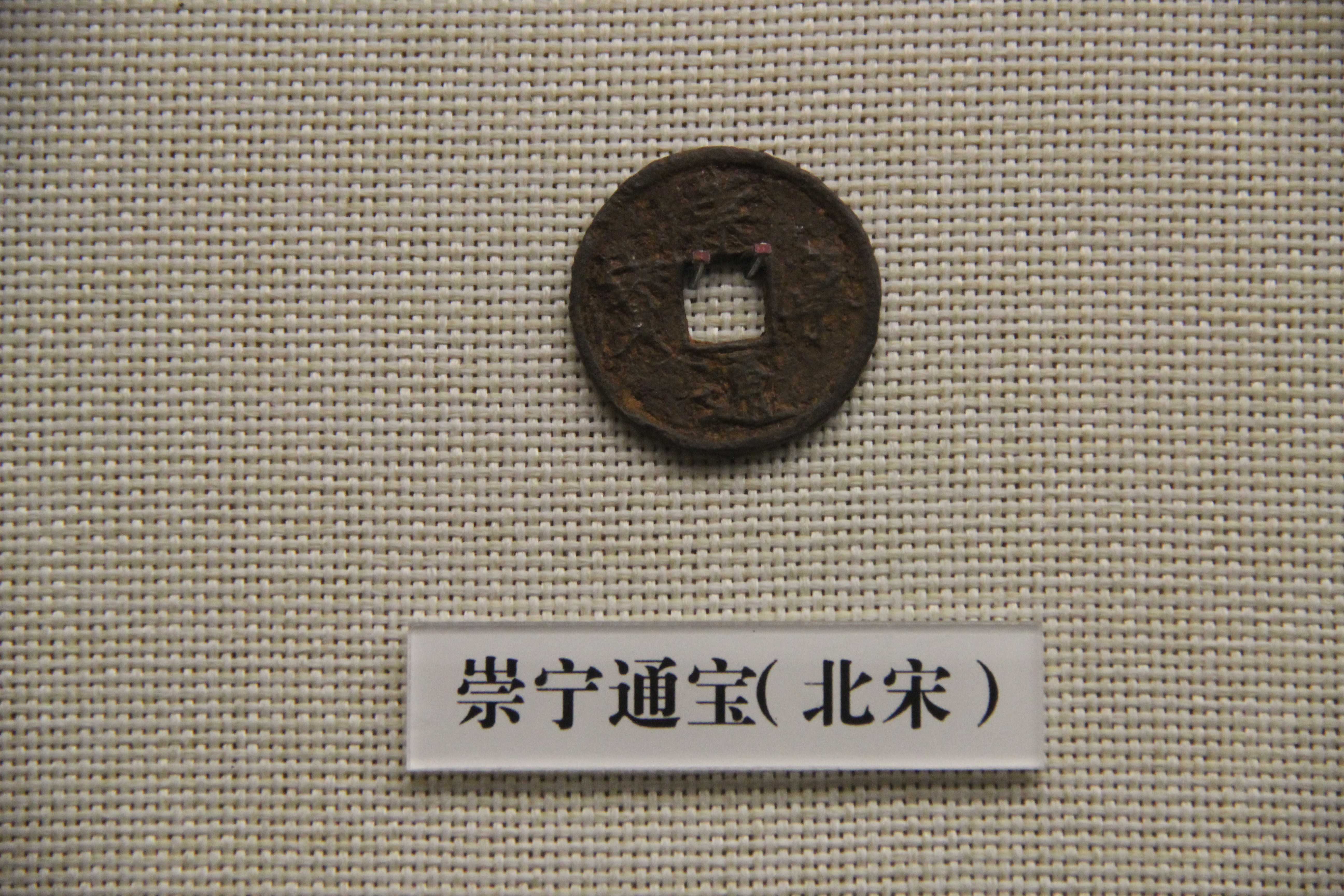
邯郸市博物馆藏的一枚崇宁通宝
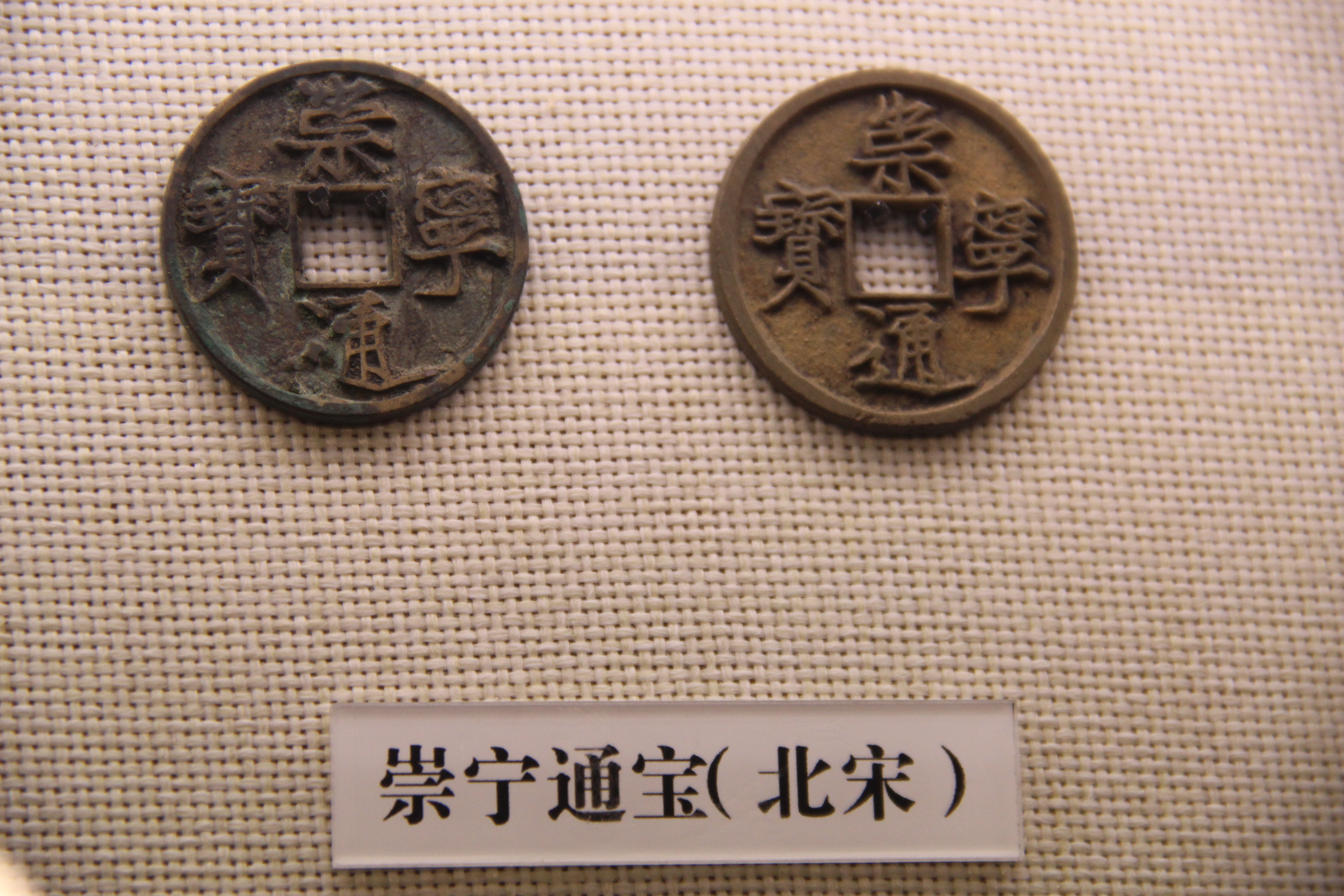
邯郸市博物馆藏崇宁通宝
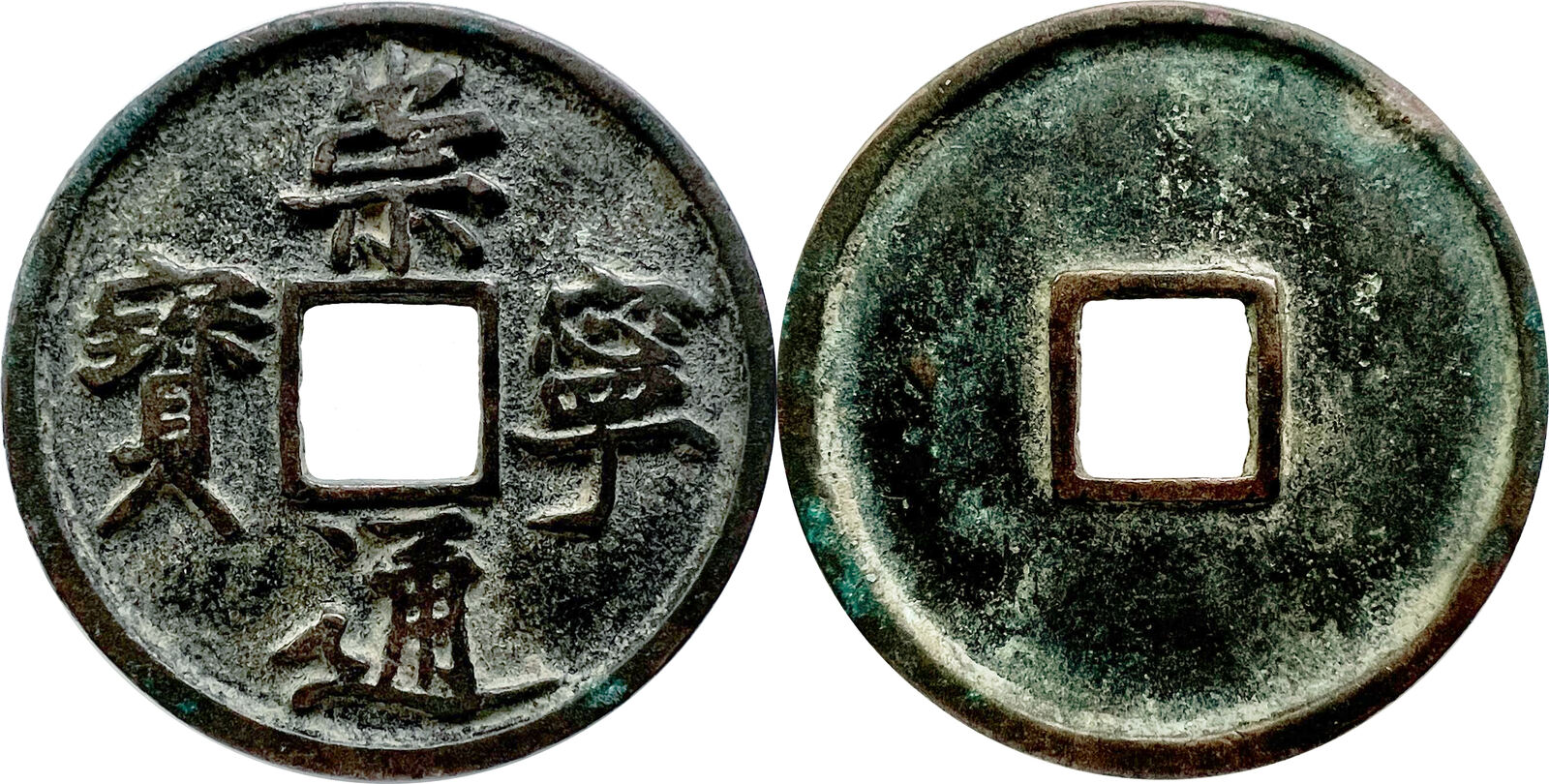
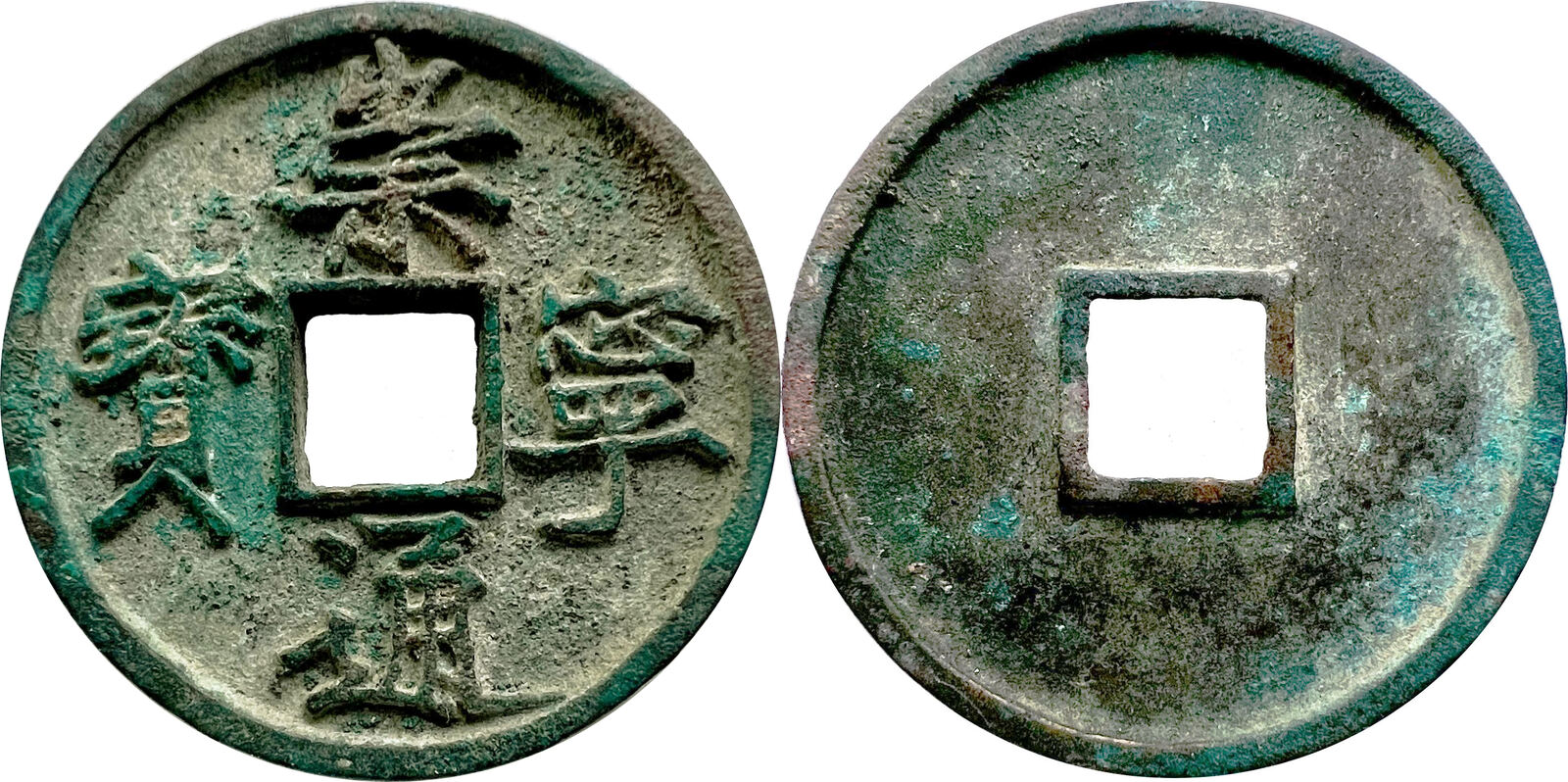
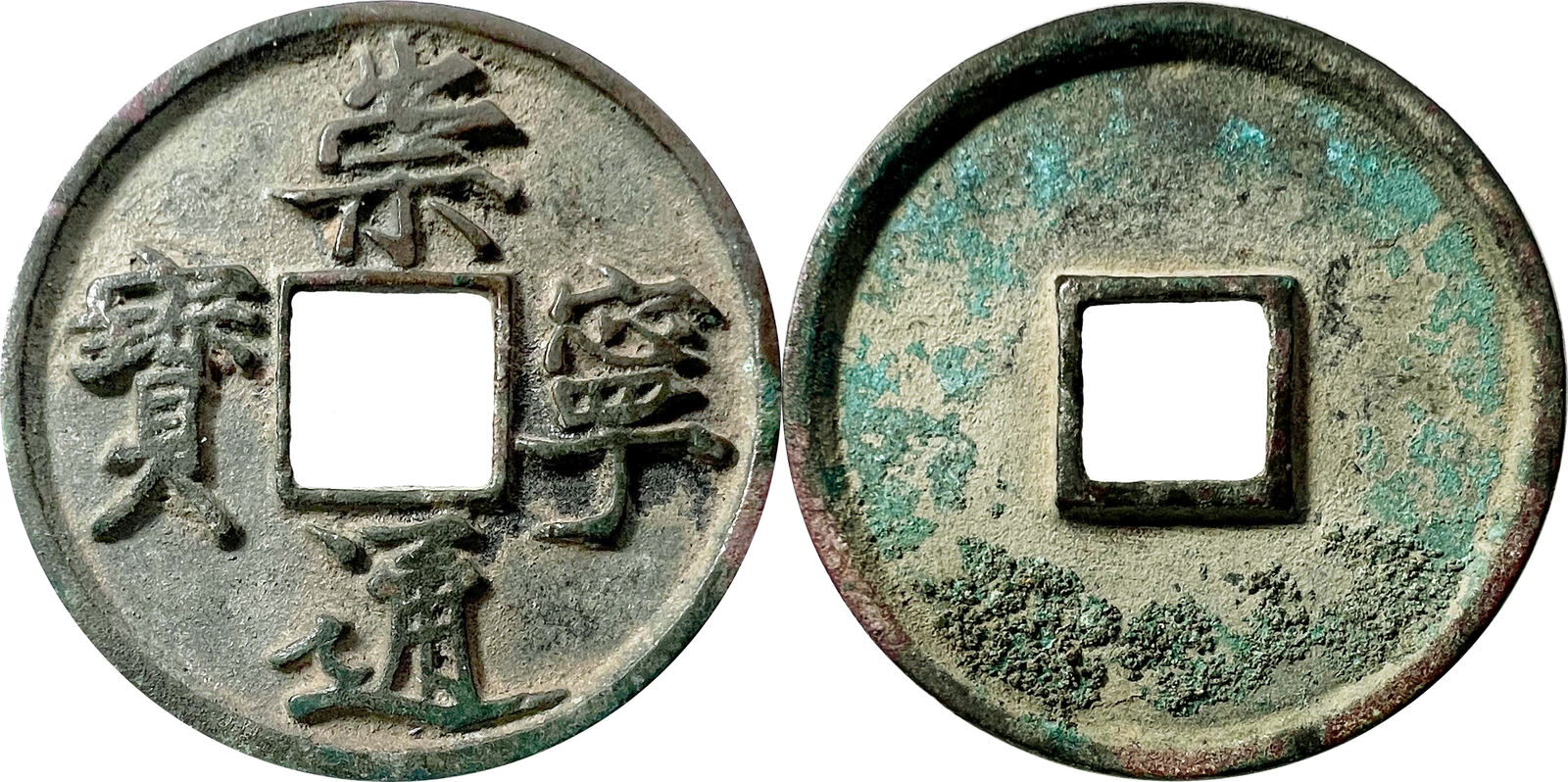
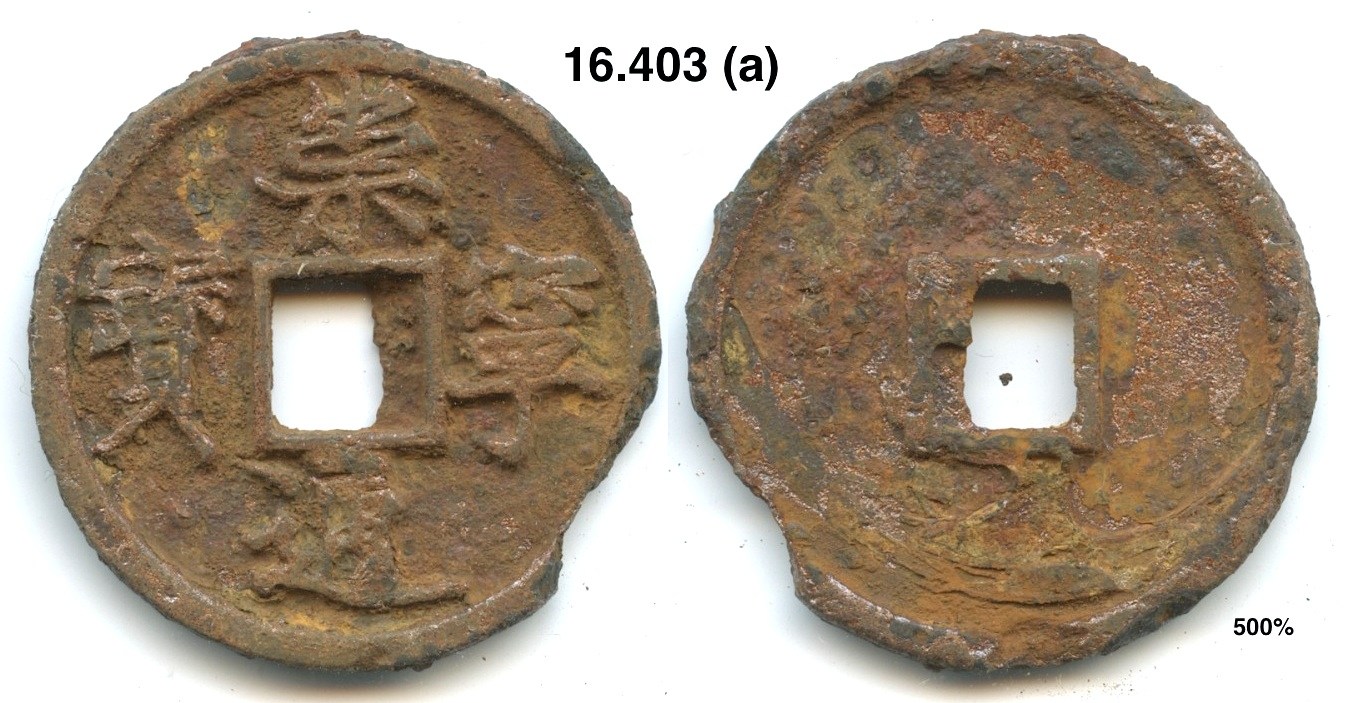
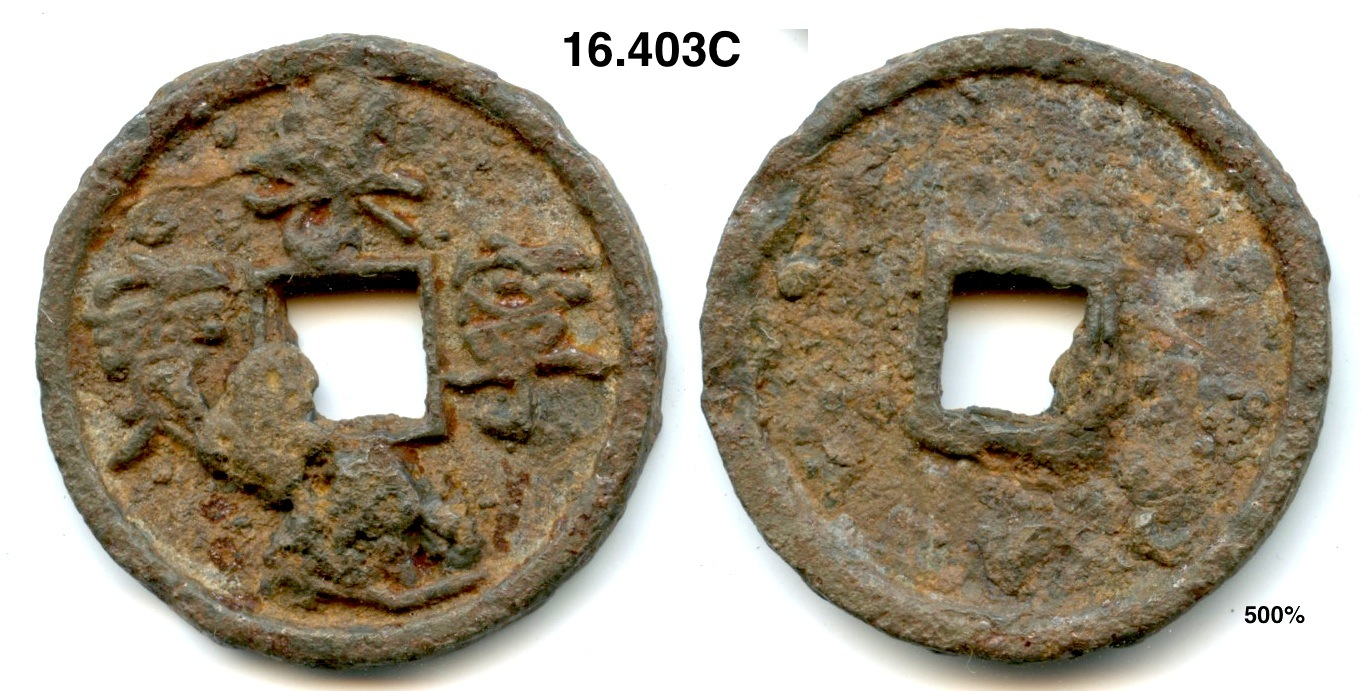
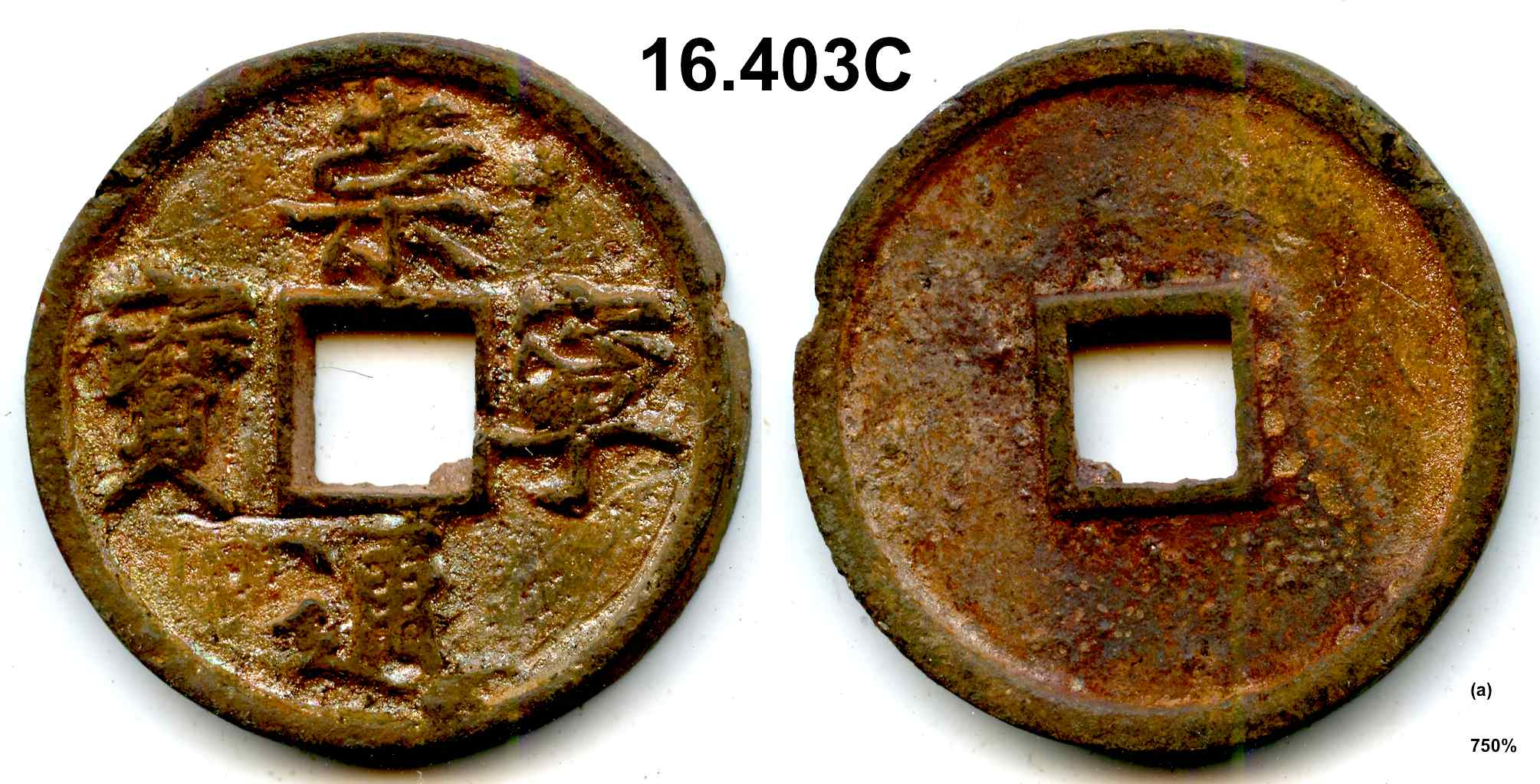
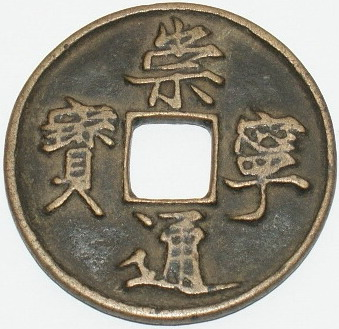
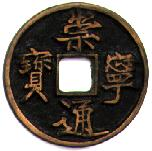